# 土台人
土台人（どだいじん、朝鮮語: 토대인/トデイン）とは、朝鮮民主主義人民共和国の諜報・情報機関の工作員が用いる用語の一つ。彼らが秘密工作の任務を帯びて日本に潜入する際に、対日工作活動の最初の土台（基地）、すなわち活動の足場や拠点として利用する協力者を意味する。

## 概要
外国に存在する自国民（または自民族）のネットワークを使って諜報活動を行うのは、古今東西を問わず常道である。
かつてアメリカ政府が日系人の強制収容を行ったのも、日系人を使った情報ネットワークの存在を恐れたためである。当時、アメリカには日本の駐在武官が構築した情報ネットワークが存在したが、ネットワークを遮断された日本側はいわば目隠しをした状態で戦う事になる（のちに外務省がスペイン人を使った対米情報組織「東機関」を設立した）。
北朝鮮にとっては、歴史的な経緯により朝鮮半島からの移民（特別永住者）が多い日本ではこの手法は非常に有効であるといえる。北朝鮮工作機関では、身元が確かで、日本での社会的地位が高い、情報を得るのに適した立場にいるといった、その人の利用価値を「土台性」と呼び、土台性を持つ者を「土台人」と呼ぶ。工作員はあらかじめ与えられた任務のために、獲得した土台人達を補助工作員（協力者）として教育し、任務を付与する事で大規模な「諜報システム」を作り上げることもある。獲得工作に成功することを、「包摂」という。
土台人として狙われるのは、経済的に余裕のある、パチンコ・飲食業・中小企業工場など経営者らで、かつ帰国事業によって親族が北朝鮮に在住している在日朝鮮人の特別永住者である。朝鮮総連の秘密を暴く著作を発表してきたジャーナリスト・野村旗守の主張によれば、朝鮮総連の「学習組」等で熱心に活動する現役活動家は、公安警察の視察下に置かれやすいことから、朝鮮総連に土台人はいないとされているが、実際のところ、現在までに複数の朝鮮総連の元構成員および朝鮮学校元教職員が土台人となって、日本人拉致事件等の北朝鮮による対日有害活動を支援するために犯した罪によって逮捕もしくは国際手配されている。在日朝鮮人のみならず、帰国した在日朝鮮人の配偶者として北朝鮮に渡った「日本人妻」の肉親である日本国民も、日本人妻を人質とする北朝鮮当局によって包摂されかねない。また、日本国内では一部のチュチェ思想研究団体や「よど号」メンバーの帰国を支援する市民団体等が、日本人拉致問題に関連して警察の家宅捜索や事情聴取を受けるなど、土台人の疑惑をもたれている。
工作船や偽装旅券を使って日本に密入国した工作員は、まず最初に土台人として包摂する予定の人物に会いに行き、北朝鮮に住む肉親の情報を提供するなどして、土台人予定者の信用を勝ち取る。その後、工作員は態度を豹変させ、「土台人となり、北朝鮮の対日有害活動に協力しなければ、あなたの身の安全はもちろんのこと、祖国にいる肉親・家族の身の安全も保障できない。その身柄を攫って祖国の強制収容所に収容することもある。」と脅して、祖国にいる肉親を人質にして無理やり協力者に仕立て上げる。工作員に目をつけられた在日朝鮮人は、自身と親族を守るため、工作員のために動く協力者・共犯者として働かざるを得ない。

## 土台人の役割
土台人は、工作員にインフラを提供しなければならない。工作員は、土台人に命じてアジトとなる住居や生活費などを用意させる。こうして日本に生活基盤を作った工作員は、これまで土台人が社会で培ってきた人間関係のネットワークを活用して、他の在日コリアンや日本人左翼の主体思想信奉者（革命的祖国敗北主義および反日亡国論も参照）を協力者として獲得、あるいは暴力団関係者に対する獲得工作をしたり、誘拐・拉致する対象を選定するなどのヒューミントを進めるのである。
土台人は、インフラの提供を通じて間接的に工作活動に関与することが主たる役割ではあるが、時には工作船による工作員の密入国に適した上陸地点の調査のため、深夜に過疎地の漁港や人目につきにくい海岸をレンタカーや保冷車で徘徊したり、工作員同士の埋没連絡に協力し、直接的な工作活動を行うこともある。また、土台人は北朝鮮への輸出が禁じられている物資を、北朝鮮に不正輸出することもある。
土台人に関して、陸上自衛隊特殊作戦群初代群長・荒谷卓は「国内に極めて多数の協力者が存在し、この者達が侵入から拉致・北朝鮮への輸送を担っている。」との見方を示している。また、陸上自衛隊中部方面隊総監で元陸将の松島悠佐、陸上自衛隊西部方面隊幕僚長で元陸将補の福山隆の両氏は、近未来の発生が危惧される朝鮮半島有事の様相について、「在日工作員や、潜入した武装工作員・特殊部隊の力量次第では、警備が行われる重要防護施設を狙うとは限らず、在日工作員などによる暗殺・拉致・日本国民の拘束・毒物散布などの違法行為や、武力攻撃の一形態である潜入破壊工作など、様々な形で起きることが予想される」と主張して土台人のことを懸念している。
この問題に長年取り組んできた北朝鮮に拉致された日本人を救出するための全国協議会（通称「救う会」）および特定失踪者問題調査会の発表によれば、土台人は日本国内に約5000人が生活しており、工作員のコントロールの下、暴力団関係者や日本人の左翼（主体思想信奉者、金日成・金正日主義研究者）と組んで第五列のネットワークを構成しているとされる。代表・荒木和博は「拉致を実行するには、実行犯のほかに見張り役などたくさんの人間が必要なのは鉄則。地元に土地勘のある人間がいたはずだ」と主張している。
公安調査庁の発表によれば、朝鮮総連は北朝鮮と一体で、朝鮮総連には学習組と呼ばれる非公然組織があり、約5000人が非公然活動に従事しているとのことである。当時の長官・緒方重威は、自著において「朝鮮総連が在日朝鮮人の権利擁護という重要な役割を果たしてきた一方で、学習組と呼ばれる非公然組織を内部に擁し、密入国や密出国、あるいは密貿易や拉致事件などにさまざまな形で関わってきた。」としている。

## 対日有害活動事件一覧
北朝鮮が国家として行なった対日有害活動事件のうち、土台人の関与が明らかな事件は、次の箇条書きのとおりである。

### 拉致事案
- 朝鮮学校元校長・金吉旭による「原敕晁拉致事件（辛光洙事件）」
- 北朝鮮拉致問題のひとつである「久米裕拉致事件（宇出津事件）」は、日本国内で金融業を営んでいた大山こと李秋吉（イ・チュギル）が、接触してきた北朝鮮の工作員に脅されたため、自分の顧客の中から北朝鮮当局からの「リクエスト」（50歳代で前科がなく、身寄りの無い男性）に適合する人物を探してみたら、たまたま、三鷹市で警備員をしている久米裕がいた。李は、多額の現金の入った封筒を久米にちらつかせ、「朝鮮半島との密貿易をやろう」という甘言を用いて久米を石川県の海岸におびき出し、工作船で北朝鮮に送り出したものである。李は、久米を工作船に乗せて送り出した直後、宿泊した宿の女将に挙動不審な態度を見抜かれ、不審者として警察に通報された際、特別永住者に携帯が義務付けられていた外国人登録証の提示をしなかったため、提示義務違反で石川県警に現行犯逮捕された。なお、この事件で石川県警警備部は1979年に警察庁長官賞を受賞した。
- 朝鮮総連・朝鮮学校の関連組織である在日本朝鮮留学生同盟（留学同）元構成員・木下陽子こと洪寿恵による「ユニバース・トレイディング2児拉致事件」。警察庁は、当事案に関与した土台人を容疑者として国際手配した。当事案について、外務省では、北朝鮮に対し正式に抗議し、事件の真相解明と、拉致された2児の帰還および容疑者の身柄引き渡しを要求しているところである。当事案は日本政府によって公式に認められた拉致事件であるが、拉致された2児は日本国籍を有しない特別永住者であり、従って2児は政府認定拉致被害者17名の中には含まれていない。
- 「曽我ひとみ・曽我ミヨシ拉致事件」。本件について、日本政府は親子2人が拉致されたと認定しているが、2002年の日朝首脳会談の直後、北朝鮮政府は「現地請負業者」なる日本に生活基盤を持つ人々の秘密結社が、曽我ひとみ1人だけを拉致し、身柄を工作船で北朝鮮当局に送った事件であると発表した。
- 北朝鮮拉致問題のひとつである「田中実拉致事件（元飲食店店員拉致容疑事案）」

### 諜報事案
- 朝鮮総連元幹部・康成輝による「新宿百人町事件」
- 密入国の在日韓国人を土台にした「西新井事件」
- 2006年、警視庁公安部は、拉致事件関与の疑いで在日本朝鮮大阪府商工会等を強制捜査した。
- 特別永住者・安田成基こと安成基が北朝鮮へのベンツ不正輸出及び対韓ヒューミントに協力して逮捕された「外為法違反事件」
- 韓国における「旺載山スパイ団」による国家保安法違反事件に、現役の朝鮮総連最高幹部が関与した。
- 朝鮮総連関連者による韓国大統領暗殺未遂事件、「文世光事件」。
- 朝鮮大学校出身の企業経営者（元朝鮮総連関連者）による「朝鮮学校問題に係る在日スパイ被疑事件」。日本国内の情報収集任務や、朝鮮学校への助成金に反対している作家の萩原遼と、金正日の専属料理人だった藤本健二の両名を対象とした監視活動を行って、北朝鮮当局に報告していた。
- 朝鮮総連系の科学者団体「科協」（在日本朝鮮人科学技術協会）所属の在日韓国人が役員を務める会社が、自衛隊の装備品である03式中距離地対空誘導弾に関する防衛秘密（軍事機密）を取り扱う仕事を受注した事案。警視庁公安部が科協を家宅捜索した際に発見された同組織の内部資料から、この事案が明るみに出たものである。
- 税理士法違反の疑いで、朝鮮総連傘下団体の在日本朝鮮兵庫県商工会県経理室長の成基煥が逮捕され、兵庫県警外事課が朝鮮総連兵庫県本部など4カ所を家宅捜索した。家宅捜索時には、知らせを聞いて駆けつけた在日朝鮮人が詰めかけ、警察官から民族差別の「ヘイトスピーチ」を受けたとして捜索を妨害し、機動隊が出動する事態となった。

### 不正輸出入事案
- 下関朝鮮初中級学校元校長・曹奎聖と住吉会系暴力団員との共謀による「北朝鮮ルート覚せい剤密輸事件」。現在、警察庁では、曹奎聖を国際刑事警察機構に国際手配している。警視庁及び山口県警の発表によると、曹奎聖容疑者は2000年に、北朝鮮の元山において覚醒剤およそ250キロを仕入れ、船籍不詳の不審船を使って島根県の海岸から密輸入した疑いがもたれている[10]。
- 1997年、宮崎県日向市の細島港に入港した北朝鮮籍の船舶「チ・ソン2号」から覚せい剤を隠匿したハチミツ缶が発見され、在日朝鮮人の貿易会社副社長と大阪の暴力団幹部らが逮捕された。
- 化学兵器サリンの原料となる化学物質を、不正に北朝鮮に輸出した土台人とみられる特別永住者が検挙された「フッ化ナトリウム等不正輸出事件」。
- 指定暴力団密接交際者（韓国人特別永住者。韓国民団元構成員）が関与した「ツルボン1号 鳥取県沖覚せい剤密輸事件」、「九州南西海域工作船事件」。
- 朝鮮学校元教員・金徳元が、かつて朝鮮学校の教え子だった特別永住者を使って成田空港に麻薬ヘロインを持ち込んだ「広島朝鮮学校ヘロイン密輸事件」。金徳元は事件発覚後、現在に至るまで行方不明である。
- 朝鮮総連元構成員の貿易会社社長らの特別永住者グループにより、サリン等の化学兵器の原料としても活用できる物資として北朝鮮への輸出が禁止されている「大量破壊兵器等関連物資」が、北朝鮮に不正輸出された事件。
- 朝鮮学校（兵庫朝鮮学園）理事の金基敏が、サリンの材料にもなる物資を不正輸出して外為法違反で摘発された事件(2001年)。
- 弾道ミサイルの固体燃料を製造することにも使える機械として、日本国から全ての国への輸出が禁じられている「ジェットミル」が、「万景峰号」を通じて違法に北朝鮮に輸出された「セイシン企業ジェットミル不正輸出事件」に、在日本朝鮮人科学技術協会（科協）の構成員である特別永住者が関与した。
- 朝鮮総連構成員の在日韓国人により、弾道ミサイルの移動式発射台などに転用可能な車両が不正輸出された「北朝鮮タンクローリー不正輸出事件」
- 特別永住者と暴力団関係者の共謀による「ぜいたく品不正輸出事件」
- 北海道のジンギスカン店「だるま」経営者で朝鮮総連構成員の金和秀（金子秀和）とその妻による脱税事件。金和秀夫妻は、多額の金を北朝鮮に献金して祖国に貢献したと認められ、特別永住者としては異例の、北朝鮮の勲章「国旗勲章一級」を二度にわたり授与された。
- 栃木県在住のパチンコ会社役員（特別永住者、朝鮮籍）による「外為法違反事件（2012年）」。